# Inlinehockey

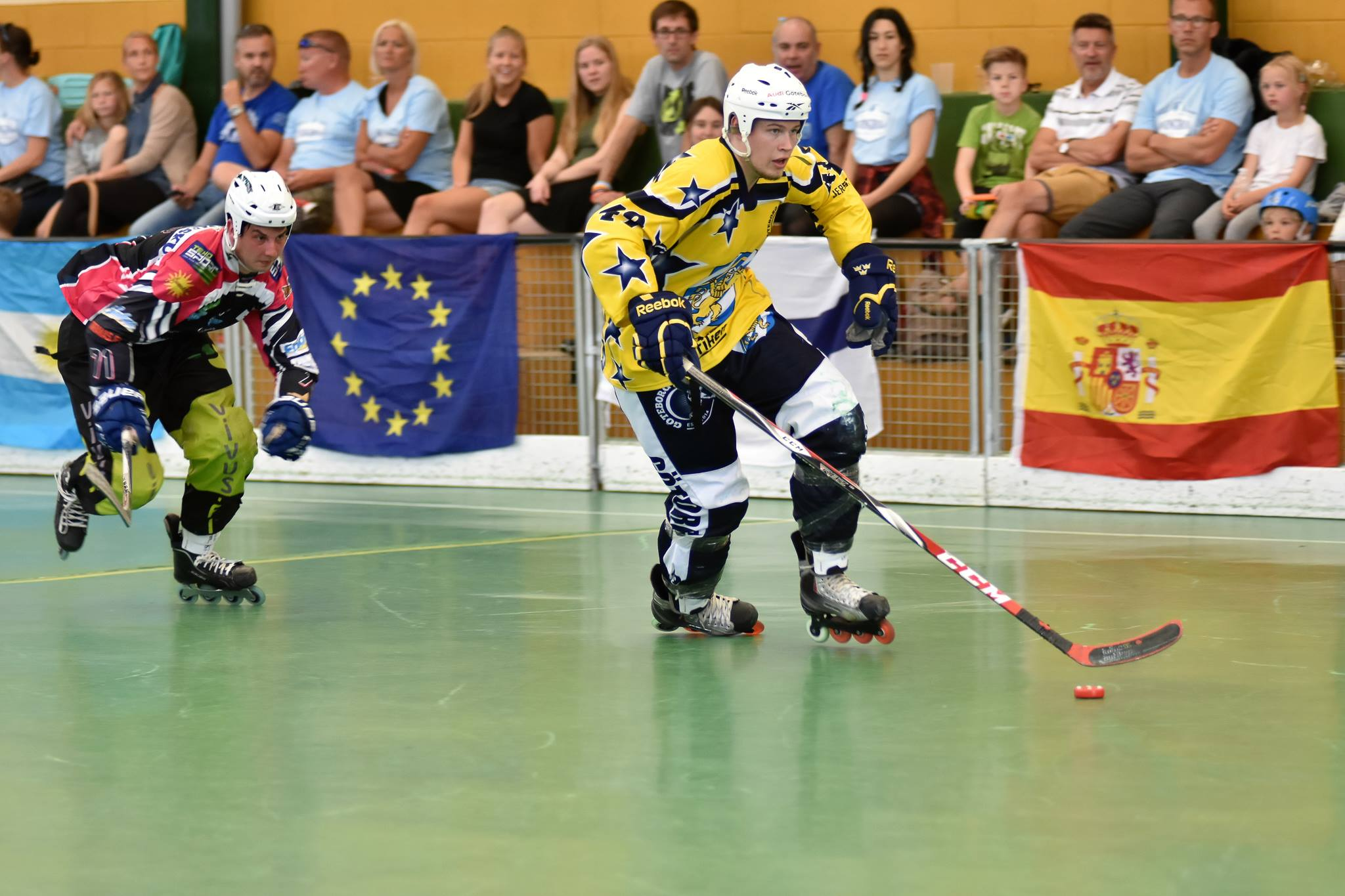
Till vänster: Tsimi Palanto - till höger: Rikard Jakobsson

Inlinehockey, även roller hockey, eller om den bedrivs utomhus även streethockey. Sporten kan utövas såväl utomhus som inomhus. Det utövas av två lag, bestående av fyra utespelare och en målvakt i vardera lag, vanligen i en ovalformad rink. Godkända mått för en inlinehockeyrink är från 40 x 20 till 60 x 30 meter. Antalet spelare på banan kan variera beroende på banans storlek. Dock max 4 spelare + målvakt. Matcherna spelas i 4 perioder om 12 minuter.
Internationellt organiseras spelet av det internationella ishockeyförbundet (IIHF) och av FIRS. 
Sporten ses även som en viktig del i spridandet av ishockeysporten globalt till varmare platser då is inte krävs, och dels som en sommarens variant av ishockey.
Sporten lyder under Svenska ishockeyförbundet. Seriespel anordnas på flera håll i Sverige. På västkusten via gbg Inline och på östkusten via SIHA.

## Världsmästerskap
Sedan 1996 har IIHF anordnat världsmästerskap i inlinehockey. Ytterligare ett världsmästerskap finns i inlinehockey och det arrangeras av FIRS.

## Professionell inlinehockey
Professionell inlinehockey har spelats sedan 1993, då Roller Hockey International bildades med lag i USA och Kanada. Därefter följde Major League Roller Hockey och Pro Beach Hockey 1998, Professional Inline Hockey Association 2002, North American Roller Hockey League 2003 och American Inline Hockey League 2008.
I Europa finns proffsligor i bland annat Spanien, Italien och Frankrike.